# Culver City
Culver City é uma cidade localizada no estado americano da Califórnia, no condado de Los Angeles. Foi fundada em 1913 e incorporada em 1917.

## Geografia
De acordo com o Departamento do Censo dos Estados Unidos, a cidade tem uma área de 13,3 km², dos quais 13,2 km² estão cobertos por terra e 0,1 km² por água.

## Demografia
Segundo o censo nacional de 2020, a sua população é de mais de 40 mil pessoas e sua densidade populacional é de 2 936,9 hab/km². Possui 17 491 residências, que resulta em uma densidade de 1 321,6 residências/km².

## Marcos históricos
O Registro Nacional de Lugares Históricos lista três marcos históricos em Culver City. O primeiro marco foi designado em 12 de fevereiro de 1987 e o mais recente em 14 de abril de 1997, o Culver Hotel.

## Cidades-irmãs
‎Culver City tem cinco ‎‎cidades irmãs,‎‎ segundo o ‎‎Sister Cities International‎‎:‎
- Iksan, Coreia do Sul
- Kaizuka, Japão
- Lethbridge, Canadá
- Uruapan, México
- Capo d'Orlando, Itália

## Galeria de imagens

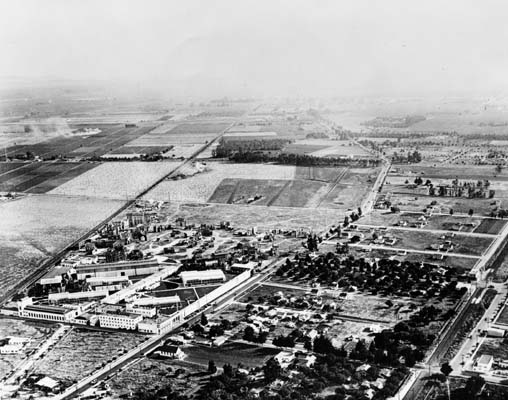
Os estúdios da Sony Pictures em 1922.